# Волубилис
Волубилис (арап. وليلي) је археолошки локалитет римског града 29 км северно од града Мекнес, између Феса и Рабата у северном Мароку. Његове рушевине се сматрају најбољим римским споменицима у северозападној Африци, због чега су 1982. године уписане на УНЕСКО-ова листа места светске баштине у Африци .

## Историја
На овом локалитету пронађени су трагови људског обитовања још из доба неолита, а пронађене вазе подсећају на оне ископане у Анаиз-Вилену ( Шпанија ) 2000. године које припадају бакарном добу. Римљани су 40. године подигли свој град на остацима феничког места које је овде постојало најкасније у 3. веку п. н. е..
Волубилис је постао важан град на западној граници Римског царства и средиште производње маслиновог уља и узгоја пшенице, што је довело до богаћења града који је постао средиште римске провинције Тингитанска Мауританија . Град је привукао многе странце који су се населили. Између осталог, пронађени су и трагови јеврејске заједнице.
Након што су Римљани нагло напустили град 285. године (за време цара Диоклецијана), локална племена су га наставила насељавати све до 17. века. Иако га је срушио потрес крајем 4. века, делимично је обновљен у 6. веку о чему сведочи и група надгробних споменика са натписима на латинском језику (од 599. до 655. године) који је дуго остао живим језиком у граду.
Абасиди су га освојили у 7. веку, што је доказано пронађеним новцем и назвао га Валијем. Године 788. локално племе Авраба је примило Алијевог потомка, Идриса I., и прогласили га својим имамом. Након што је организовао своју имовину, постао је господар целокупног подручја и основао своју престоницу Фес, гдје је почео да су кује новац. После његове смрти 791. године, његов верни роб Рашид је управљао Волубилисом, док је његов син, рођен од принцезе Авре, Идрис II, није одрастао. У 11. веку, као и други "краљевски градови Марока", уништили су га Алморавиди.
1755. Волубилис је задесио катастрофалан земљотрес, након чега је уништен како би се његово камење искористило за градњу палате Мулаија Исмаила у оближњем Мекнесу. Пре тога, то је био један од најбоље очуваних римских градова на свету.
1915. Француска је започела археолошка ископавања која су трајала до 1920-их. Од 2000. године, Лондонски универзитет, у сарадњи са Мароканским институтом за науку и археологију, наставио је истраживати локалитет, откривајући остатке средњевековног града. Већина налаза са локације изложена је у Археолошком музеју у Рабату.

## Знаменитости
Границе археолошког локалитета од 48 хектара чине римске ниске зидине изграђене од 168-169. године. Зидови су имали око 40 кула и осам градских портала. Јужни и западни делови су изграђени на благој падини брда, на неколико тераса, а североисточни део на равном пољу је монументално подручје са славолуком од којег се пружа мрежа правилних улица. У центру форума било је капитола, бања и базилика. Пронађено је много римских споменика, укључујући мозаике, мермерне и бронзане скулптуре и стотине натписа који су и даље заштићени.